# DGB-Bezirk Baden-Württemberg
Der DGB-Bezirk Baden-Württemberg umfasst das Bundesland Baden-Württemberg.
Der DGB-Bezirk versteht sich als „die politische Stimme der acht Mitgliedsgewerkschaften auf Landesebene“, die „die gewerkschaftlichen Interessen gegenüber politischen Entscheidungsträgern, Parteien und Verbänden“ vertritt. Rund 780.000 Gewerkschaftsmitglieder sind bezirksweit organisiert (Stand: Ende 2022).

## Bedeutung
Die Bezirke sind die Gliederungsebene des DGB direkt unterhalb der Bundesebene (s. den Abschnitt Bezirke und Regionen im Artikel zum DGB) und umfassen ein oder mehrere Bundesländer. In den DGB-Regionen – der Ebene unterhalb der Bezirke – gibt es ehrenamtlich geführte Stadt- bzw. Kreisverbände, die die gewerkschaftspolitische Arbeit vor Ort gestalten.
Der DGB-Bezirk dient hauptsächlich der Koordination der sich auf dem Gebiet befindenden Mitgliedsgewerkschaften sowie der politischen Außenvertretung und Lobbyarbeit. Er vertritt die gesellschaftlichen, wirtschaftlichen, sozialen und kulturellen Interessen der Beschäftigten.

## DGB-Regionen im Bezirk
Der DGB-Bezirk gliedert sich in die Regionen
- Nordbaden
- Stuttgart
- Südbaden
- Südostwürttemberg
- Heilbronn-Franken
- Neckar-Alb-Obere Donau.[3]

## Die Einzelgewerkschaften im Bezirk
Im Bezirk sind die folgenden regionalen Gliederungen der Einzelgewerkschaften vertreten:
- Eisenbahn- und Verkehrsgewerkschaft (EVG), Büro Stuttgart
- Gewerkschaft der Polizei (GdP), Landesbezirk Baden-Württemberg
- Gewerkschaft Erziehung und Wissenschaft (GEW), Landesverband Baden-Württemberg
- Gewerkschaft Nahrung-Genuss-Gaststätten (NGG), Landesbezirk Südwest
- IG Bauen-Agrar-Umwelt (IG BAU), Regionalbüro Baden-Württemberg
- IG Bergbau, Chemie, Energie (IG BCE), Landesbezirk Baden-Württemberg
- IG Metall (IGM), Bezirk Baden-Württemberg
- Vereinte Dienstleistungsgewerkschaft (ver.di), Landesbezirk Baden-Württemberg